# Кривополяння (Липецька область)
Кривополяння (рос. Кривополянье) — село у Чаплигінському районі Липецької області Російської Федерації.
Населення становить 5123  особи. Належить до муніципального утворення Кривополянська сільрада.

## Історія
З 13 червня 1934 до 1937 року у складі Воронезької області, 1937-1954 роках — Рязанської області. Відтак входить до складу Липецької області.
Згідно із законом від 2 липня 2004 року №114-оз органом місцевого самоврядування є Кривополянська сільрада.

## Населення
| 1959  | 1979  | 2002  | 2010  | 2012  | 2013  | 2014  |
| ----- | ----- | ----- | ----- | ----- | ----- | ----- |
| 5801  | ↗5983 | ↘5125 | ↘5059 | ↗5082 | ↘5019 | ↘5002 |
| 2015  | 2016  | 2017  | 2018  |       |       |       |
| →5002 | ↗5061 | ↗5103 | ↗5123 |       |       |       |